# Zduny (Powiat Łowicki)

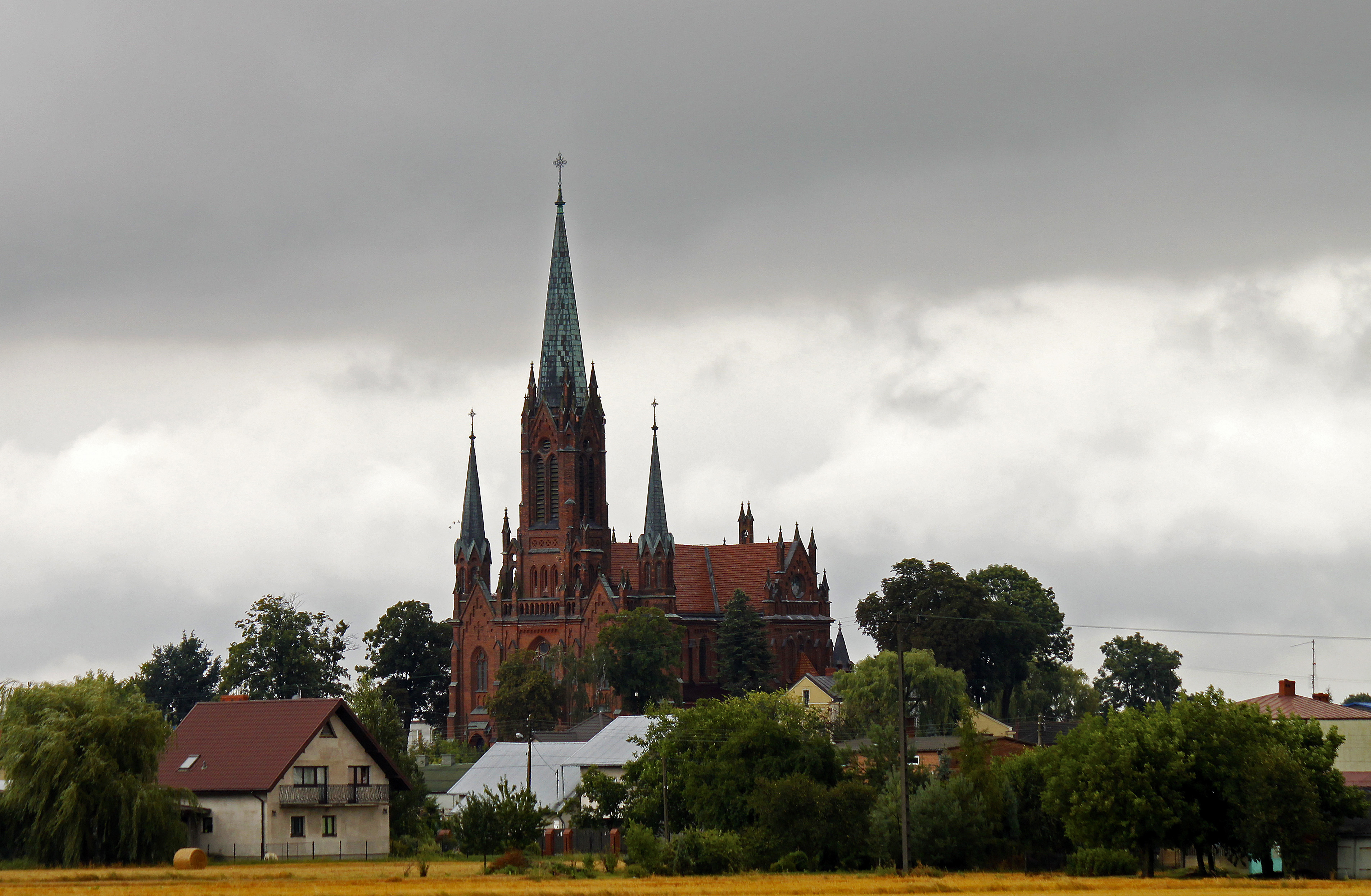
Pfarrkirche in Zduny

Zduny ist ein Dorf im Powiat Łowicki der Woiwodschaft Łódź, Polen. Es ist Sitz der Landgemeinde Zduny. Das Dorf hat etwa 700 Einwohner, die Gmina hat eine Fläche von 128,55 km² und 5672 Einwohner (Stand 31. Dezember 2020).

## Kultur
Die Pfarrkirche St. Jakob ist ein geschütztes Baudenkmal.

## Persönlichkeiten
- Franciszek Drzewiecki FDP (* 26. Februar 1860 in Zduny) – Der Geistliche wurde am 13. September 1942 in der Tötungsanstalt Hartheim ermordet, 1999 wurde er zum Seligen der katholischen Kirche ernannt.